# 176 (numero)
Centosettantasei (176) è il numero naturale che segue il 175 e precede il 177.

## Proprietà matematiche
- È un numero pari.
- È un numero composto da 10 divisori: 1, 2, 4, 8, 11, 16, 22, 44, 88, 176 . Poiché la somma dei suoi divisori (escluso il numero stesso) è 196 > 176, è un numero abbondante.
- È un numero semiperfetto in quanto pari alla somma di alcuni (o tutti) i suoi divisori.
- È un numero ottagonale.
- È parte delle terne pitagoriche (57, 176, 185), (132, 176, 220), (176, 210, 274), (176, 330, 374), (176, 468, 500), (176, 693, 715), (176, 960, 976), (176, 1932, 1940), (176, 3870, 3874), (176, 7743, 7745).
- È un numero pratico.
- È un numero felice.
- È un numero colombiano nel sistema numerico decimale.

## Astronomia
- 176P/LINEAR è una cometa periodica del sistema solare.
- 176 Iduna è un asteroide della fascia principale del sistema solare.

## Astronautica
- Cosmos 176 è un satellite artificiale russo.